# Hermann Stephani
Hermann Stephani (Grimma, 23 de juny de 1877 - 3 de desembre de 1960) fou un compositor i musicòleg alemany.
Estudià Dret en la Universitat de Meissen i després es dedicà a la música i seguí els cursos dels Conservatoris de Múnic i Leipzig, estudiant, per acabar, ciències musicals en la Universitat de Múnic i doctorant-se el 1902 amb la Memòria Das Erhabene, insonderheit in der Tonkunst, und das Problem der Form im Musik-schönen und Erhabenen (nova edic. 1907). El 1903 fundà a Sønderborg una societat de cant; el 1905 fou nomenat director de música a Flensburg i el 1906 organista de l'església de Sant Andreu]i ensems director del Singverein i de la Societat Bach d'Eisleben. El 1913 i 1914 dirigí el Cor Filharmònic de Leipzig.
Va publicar: Der Stimmungscharakter des Tonarten i va reinstrumentar el Judes Macabeu, de Händel, i Euryanthe de Weber, en l'estil wagnerià. Va compondre cors mixts i per a veus d'homes; gran fuga per a orgue; melodies vocals; 53 cànons; Herbstwald, a 8 parts, amb cors i orquestra; obertura.